# On (Elisa)
On è il nono album in studio della cantautrice italiana Elisa, pubblicato il 25 marzo 2016 dall'etichetta discografica Sugar Music.

## Descrizione
(Elisa su On)
L'album segna il ritorno di Elisa alla scrittura dei brani in lingua inglese, dopo l'album completamente in italiano L'anima vola del 2013. Il progetto presenta tredici tracce, tra cui un duetto con il cantante britannico Jack Savoretti e due brani in lingua italiana, Bruciare per te e la collaborazione Sorrido già con Emma Marrone e Giuliano Sangiorgi. Elisa ha inoltre citato artisti quali Daft Punk, Clean Bandit, The Weeknd, Diplo e Skrillex come artisti ispirazione alla sperimentazione di nuovi tipi di musica
L'album si discosta dai precedenti lavori della cantante per la sua maggiore vicinanza alla musica elettronica e al pop, con la presenza di influenze trip hop, drum and bass e dance; a questo proposito, in un'intervista Elisa ha raccontato:
(Elisa)
Riguardo alla scelta del titolo e al messaggio trasmesso attraverso l'album, Elisa ha dichiarato:
(Elisa)

## Promozione
Il 15 gennaio 2016 è stato pubblicato il primo singolo estratto dall'album, No Hero, divenendo il sedicesimo brano della cantante ad esordire tra le prime dieci posizioni della classifica Top Singoli FIMI, posizionandosi alla numero 8. La cantautrice ha svelato il titolo e la data di uscita dell'album il 12 febbraio in qualità di superospite al Festival di Sanremo, mentre la copertina viene rivelata il 23 febbraio e la lista tracce il 2 marzo.
Il 13 maggio 2016 pubblica il secondo singolo, Love Me Forever. Il terzo singolo dell'album, Bruciare per te, è interpretato in lingua italiana e viene pubblicato il 26 agosto 2016.

## Copertina
La copertina dell'album riporta l'immagine di un gatto, così descritta da Elisa:

## Accoglienza
| Recensione       | Giudizio |
| ---------------- | -------- |
| Rockol           | 8/10     |
| All Music Italia | 8/10     |

Mattia Marzi di Rockol assegna all'album un punteggio di 8 punti su 10, descrivendolo «un album lontano anni luce dalle prime produzioni della cantautrice; [...] Pop, ma lo è nel senso migliore del termine: un bel mix nel quale convivono tutte le migliori sfaccettature della musica degli ultimi cinquant'anni». Marzi riporta che le canzoni nella propria esecuzione «arrivano poi a percorrere direzioni inaspettate. Non solo a livello di sonorità, ma anche a livello di struttura musicale». Tuttavia il giornalista sottolinea che non si può parlare di una «svolta artistica», ma di un «punto di partenza per una nuova e interessante fase della carriera di Elisa».
Simone Caprioli, recensendo l'album per All Music Italia, resta piacevolmente colpito dalla cantautrice, la quale «interpreta il pop nella sua accezione migliore ed intelligente, con personalità e classe» con brani in grado di ricreare «un’armonia perfetta e godibilissima tutta in crescendo». Caprioli seleziona Love Me Forever e Waste Your Time on Me come le migliori tracce dell'album, mentre Sorrido già come l'unico brano non completamente riuscito. Anche Federica Palladini di Elle si sofferma sui brani, descrivendoli come delle «pillole di positività» e definendone gli arrangiamenti delle «esplosioni sonore», in cui riscontra un messaggio di «invito ad andare avanti, a rompere gli schemi e a non sentirsi sempre al sicuro percorrendo la strada conosciuta».
Meno entusiasta Michele Monina che recensendo On per Il Fatto Quotidiano, lo definisce un progetto «irrisolto» per la produzione e le scelte musicali, le quali «non sono sempre pop, e quando non sono pop funzionano bene. Quando invece provano a essere pop crollano», paragonando le scelte artistiche a quelle di Emma Marrone, Adele, Kate Bush e i The Kolors. Il giornalista definisce i due brani in lingua italiana «orribili, cacofonie di suoni e di cori», apprezzando invece Waste Your Time on Me.

## Tracce
1. Bad Habits – 3:44 (testo: Elisa Toffoli, Keeley Osborn Bumford – musica: Elisa Toffoli)
2. Rain over My Head – 3:58 (testo: Elisa Toffoli, Keeley Osborn Bumford – musica: Elisa Toffoli, Andrea Rigonat, Christian Rigano, Victor Indrizzo, Curtis Russell Schneider)
3. Love Me Forever – 3:16 (Elisa Toffoli)
4. Love as a Kinda War – 3:29 (testo: Elisa Toffoli, Jud Joseph Friedman, Allan Rich – musica: Elisa Toffoli)
5. Hold On for a Minute – 3:08 (testo: Elisa Toffoli, Keeley Osborn Bumford – musica: Elisa Toffoli)
6. Waste Your Time on Me (feat. Jack Savoretti) – 3:06 (Jack Savoretti, Sebastian Sternberg, Pedro Vito)
7. With the Hurt – 4:24 (testo: Elisa Toffoli, Keeley Osborn Bumford – musica: Elisa Toffoli, Andrea Rigonat, Christian Rigano, Victor Indrizzo, Curtis Russell Schneider)
8. Catch the Light – 3:17 (Elisa Toffoli)
9. Peter Pan – 3:19 (testo: Elisa Toffoli, Keeley Osborn Bumford – musica: Elisa Toffoli)
10. No Hero – 4:15 (testo: Elisa Toffoli, Jud Joseph Friedman, Allan Rich – musica: Elisa Toffoli)
11. Ready Now – 3:55 (testo: Elisa Toffoli, Keeley Osborn Bumford – musica: Elisa Toffoli)
12. Bruciare per te – 4:56 (Elisa Toffoli)
13. Sorrido già (feat. Emma e Giuliano Sangiorgi) – 4:11 (Elisa Toffoli)

## Formazione
- Elisa – voce, pianoforte, programmazione, tastiera
- Andrea Rigonat – chitarra, programmazione
- Christian "Noochie" Rigano – pianoforte, programmazione, tastiera, sintetizzatore, organo Hammond, sequencer
- Curt Schneider – basso, programmazione
- Victor Indrizzo – batteria, batteria elettronica, percussioni
- Cristiano Norbedo – tastiera addizionale
- Michele Canova Iorfida –  pianoforte, programmazione, Fender Rhodes, tastiera, sintetizzatore, (traccia 12)
- Tim Pierce – chitarra (traccia 12)
- Leonardo Di Angilla – percussioni, programmazione (traccia 13)
- Simone D'Eusanio – violino, viola (traccia 13)
- Jack Savoretti – voce (traccia 6)
- Emma Marrone – voce (traccia 13)
- Giuliano Sangiorgi – voce (traccia 13)

## Successo commerciale
Dopo la prima settimana di commercializzazione, On ha esordito alla prima posizione della classifica FIMI album, divenendo il secondo album consecutivo della cantautrice a conseguire questo risultato, dopo L'anima vola (2013), e quarto della carriera, dopo  Soundtrack '96-'06 (2006) e Heart (2009).

## Classifiche

### Classifiche settimanali
| Classifica (2016) | Posizione massima |
| ----------------- | ----------------- |
| Italia            | 1                 |

### Classifiche di fine anno
| Classifica (2016) | Posizione |
| ----------------- | --------- |
| Italia            | 21        |